# بخش جلیل‌آباد
جلیل آباد یکی از بخشهای شهرستان پیشوا در استان تهران ایران است.

## جمعیت
براساس سرشماری مرکز آمار ایران در سال ۱۳۹۰، جمعیت بخش جلیل‌آباد ۱۳۹۰۹ نفر بوده‌است.

## تقسیمات کشوری
بخش جلیل‌آباد از دو دهستان تشکیل شده‌است:
- دهستان جلیل‌آباد
- دهستان طارند بالا